# Sericopimpla townesi
Sericopimpla townesi là một loài tò vò trong họ Ichneumonidae.